# (1777) Gehrels
(1777) Gehrels – planetoida z pasa głównego planetoid okrążająca Słońce w ciągu 4 lat i 94 dni w średniej odległości 2,63 au. Została odkryta 24 września 1960 roku w Obserwatorium Palomar w programie Palomar-Leiden-Survey przez Cornelisa i Ingrid van Houtenów na płytach Palomar Schmidt wykonanych przez Toma Gehrelsa. Nazwa planetoidy pochodzi od Toma Gehrelsa (1925–2011), holenderskiego astronoma, współodkrywcy ponad 4 tysięcy planetoid. Przed jej nadaniem planetoida nosiła oznaczenie tymczasowe (1777) 4007 P-L.